# ويليام شتاينبرغ
ويليام شتاينبرغ (بالإنجليزية: William Steinberg)‏ هو موزع أمريكي، ولد في 1 أغسطس 1899 في كولونيا في ألمانيا، وتوفي في 16 مايو 1978 في نيويورك في الولايات المتحدة.

## وصلات خارجية
- ويليام شتاينبرغ على موقع IMDb (الإنجليزية)
- ويليام شتاينبرغ على موقع الموسوعة البريطانية (الإنجليزية)
- ويليام شتاينبرغ على موقع ميوزك برينز (الإنجليزية)
- ويليام شتاينبرغ على موقع إن إن دي بي (الإنجليزية)
- ويليام شتاينبرغ على موقع أول ميوزيك (الإنجليزية)
- ويليام شتاينبرغ على موقع ديسكوغز (الإنجليزية)